# Joya de Ceren

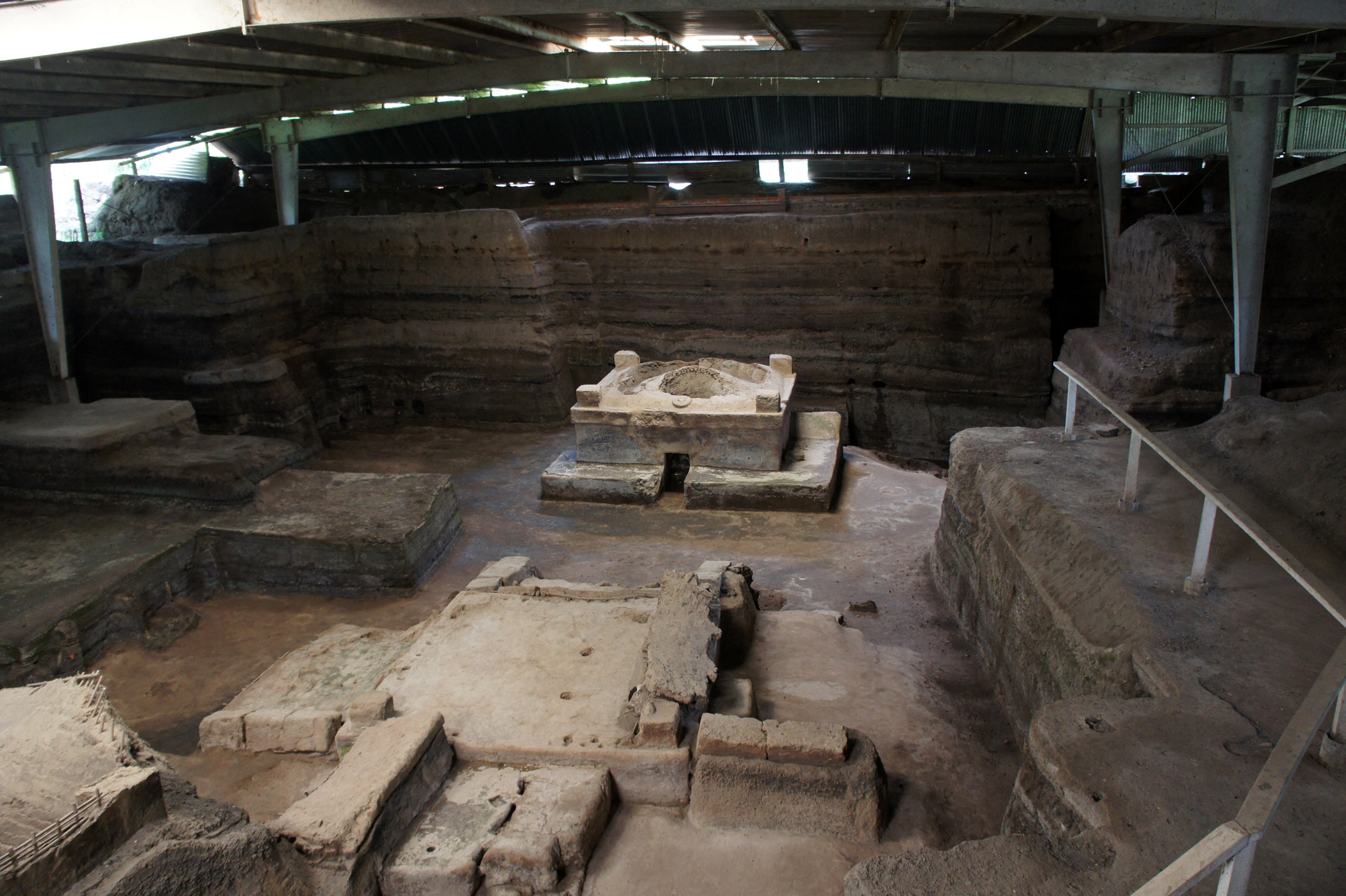
Kvarlevor från Maya byn Joya de Cerén (2012).

Joya de Cerén är en arkeologisk lokal i El Salvador med ett anmärkningsvärt välbevarat jordbrukssamhälle från Mayakulturens tidevarv. Namnet är spanska och betyder Ceréns juvel.
Området är en av de viktigaste arkeologiska platserna i Mesoamerika för att det visar hur livet var för normala människor. Ofta sägs Joya de Cerén vara Amerikas Pompeji.

## Historia
Omkring år 535 fick den närliggande vulkanen Ilopango ett av de största utbrott som mänskligheten upplevt och efterlämnade kratersjön Ilopangosjön. Byn begravdes under 14 lager aska. Tack vare detta blev byn skyddad från naturens krafter. Inga kroppar har hittats och byborna drabbades troligen av samma öde som i Pompeji. De lämnade sina verktyg, sin keramik, sina möbler och till och med halväten mat. Händelsen har fått namnet klimatavvikelsen 535–536.
Platsen upptäcktes 1976 av Payton Sheets, en professor i antropologi vid Colorados universitet i Boulder. Allt sedan dess har utgrävningar pågått i området. Totalt har omkring 70 byggnader avtäckts. Joya de Cerén är idag ett världsarv.